# Stefanie Böhler

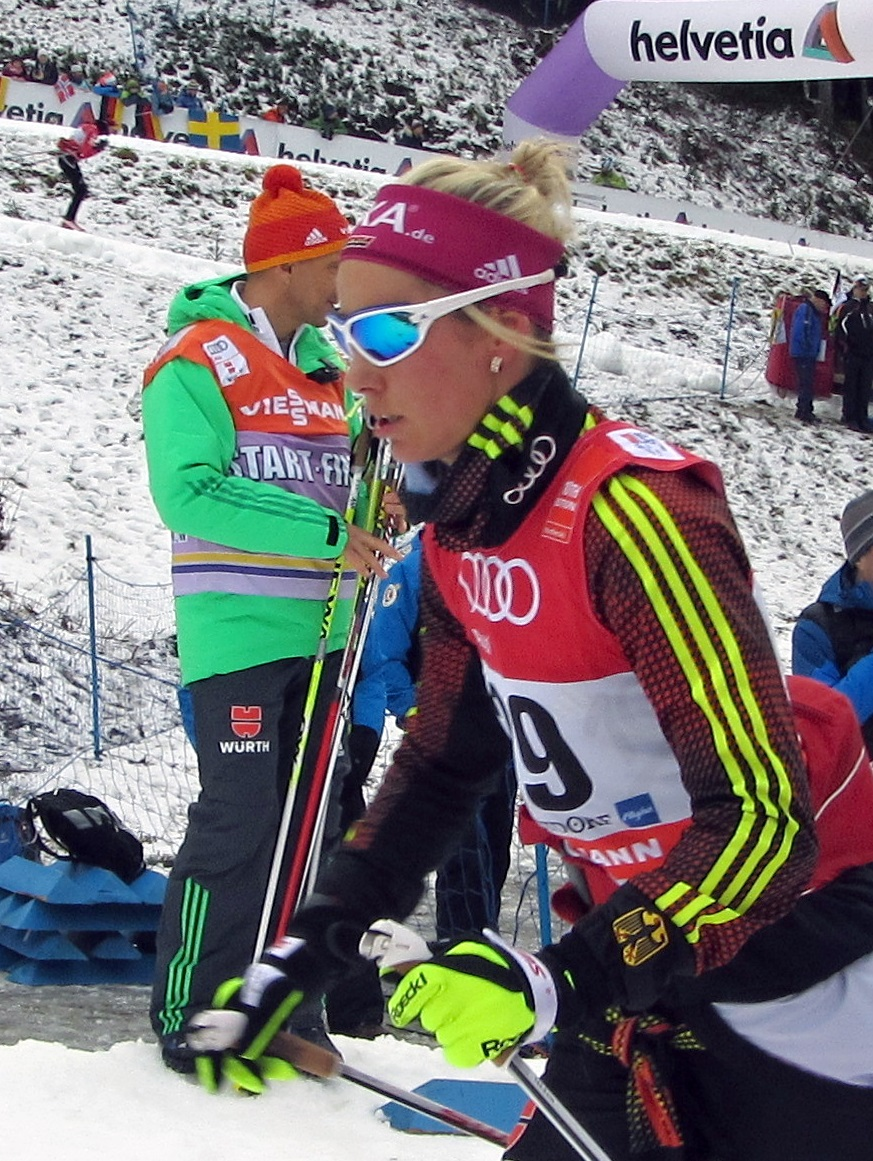
Böhler tijdens de Tour de Ski 2015/2016 in Oberstdorf.

Stefanie Böhler (Bad Säckingen, 27 februari 1981) is een Duitse langlaufster. Ze vertegenwoordigde haar vaderland op de Olympische Winterspelen 2006 in Turijn, op de Olympische Winterspelen 2010 in Vancouver, op de Olympische Winterspelen 2014 in Sotsji en op de Olympische Winterspelen 2018 in Pyeongchang.

## Carrière
Bij haar wereldbekerdebuut, in december 2001 in Garmisch-Partenkirchen, scoorde Böhler direct haar eerste wereldbekerpunten. Op de wereldkampioenschappen langlaufen 2003 in Val di Fiemme eindigde de Duitse als tiende op de sprint, daarnaast eindigde ze 29e op de 30 kilometer vrije stijl en als 31e op de 10 kilometer achtervolging. In januari 2005 behaalde ze in Nové Město na Moravě haar eerste toptienklassering in een wereldbekerwedstrijd. In Oberstdorf nam Böhler deel aan de wereldkampioenschappen langlaufen. Op dit toernooi eindigde ze als achttiende op de sprint, daarnaast eindigde ze als 24e op de 10 kilometer vrije stijl en als 27e op de 30 kilometer klassieke stijl. Samen met Viola Bauer, Evi Sachenbacher en Claudia Künzel eindigde ze als vierde op de 4x5 km estafette. Tijdens de Olympische Winterspelen van 2006 in Turijn eindigde de Duitse als twintigste op de zowel de sprint als de 30 kilometer vrije stijl, daarnaast eindigde ze als 28e op de 15 kilometer achtervolging en als 38e op de 10 kilometer klassieke stijl. Op de 4x5 kilometer estafette veroverde ze samen met Viola Bauer, Evi Sachenbacher-Stehle en Claudia Künzel de zilveren medaille.
Op de wereldkampioenschappen langlaufen 2007 in Sapporo eindigde Böhler als 27e op de 10 kilometer vrije stijl en als 29e op de sprint, samen met Viola Bauer, Claudia Künzel-Nystad en Evi Sachenbacher Stehle sleepte ze de zilveren medaille in de wacht op de 4x5 kilometer estafette. In januari 2009 stond ze in Rybinsk voor de eerste maal in haar carrière op het podium van een wereldbekerwedstrijd. In Liberec nam de Duitse deel aan de wereldkampioenschappen langlaufen 2009. Op dit toernooi eindigde ze als 32e op de 10 kilometer klassieke stijl. Tijdens de Olympische Winterspelen van 2010 in Vancouver eindigde Böhler als zeventiende op de 30 kilometer klassieke stijl, als 23e op de 10 kilometer vrije stijl en als 35e op de 15 kilometer achtervolging.
Op de wereldkampioenschappen langlaufen 2011 in Oslo eindigde de Duitse veertigste op de 15 kilometer achtervolging. Daarnaast eindigde ze samen met Katrin Zeller, Evi Sachenbacher-Stehle en Nicole Fessel als vijfde op de 4x5 kilometer estafette, op het onderdeel teamsprint eindigde ze samen met Nicole Fessel op de zevende plaats. In 2012 werd bij Böhler schildklierkanker vastgesteld, na een geslaagde behandeling vervolgde ze haar langlaufcarrière. Tijdens de Olympische Winterspelen van 2014 in Sotsji eindigde Böhler als zesde op de 10 kilometer klassieke stijl en als 35e op de 15 kilometer skiatlon. Op de 4x5 kilometer estafette legde ze samen met Nicole Fessel, Claudia Nystad en Denise Herrmann beslag op de bronzen medaille, op het onderdeel teamsprint eindigde ze samen met Denise Herrmann op de vierde plaats.
In Falun nam de Duitse aan de wereldkampioenschappen langlaufen 2015. Op dit toernooi eindigde ze als zesde op de 30 kilometer klassieke stijl, als achttiende op de 15 kilometer skiatlon en als 43e op de 10 kilometer vrije stijl. Samen met Victoria Carl, Denise Herrmann en Nicole Fessel eindigde ze als zesde op de estafette. Op de wereldkampioenschappen langlaufen 2017 in Lahti eindigde ze als tiende op de 10 kilometer klassieke stijl en als twaalfde op de 30 kilometer vrije stijl. Op de teamsprint eindigde ze samen met Nicole Fessel op de zesde plaats, samen met Katharina Hennig, Nicole Fessel en Sandra Ringwald eindigde ze als zesde op de estafette. Tijdens de Olympische Winterspelen van 2018 in Pyeongchang eindigde Böhler als zestiende op de 30 kilometer vrije stijl en als 25e op zowel de 10 kilometer vrije stijl als de 15 kilometer skiatlon. Op de estafette eindigde ze samen met Katharina Hennig, Victoria Carl en Sandra Ringwald op de zesde plaats.

## Resultaten

### Olympische Winterspelen
| Jaar | Plaats      | Resultaten |
| ---- | ----------- | --- |
| 2006 | Turijn      | 20e Sprint (vrije stijl) · 38e 10 km klassieke stijl · 28e 15 km achtervolging · 20e 30 km vrije stijl · 4x5 km estafette |
| 2010 | Vancouver   | 23e 10 km vrije stijl 35e 15 km achtervolging 17e 30 km klassieke stijl                                                   |
| 2014 | Sotsji      | 6e 10 km klassieke stijl · 35e 15 km skiatlon · 4e Teamsprint (klassieke stijl) · 4x5 km estafette                        |
| 2018 | Pyeongchang | 25e 10 km vrije stijl 25e 15 km skiatlon 16e 30 km klassieke stijl 6e 4x5 km estafette                                    |

### Wereldkampioenschappen
| Jaar | Plaats        | Resultaten                                                                                          |
| ---- | ------------- | --------------------------------------------------------------------------------------------------- |
| 2003 | Val di Fiemme | 10e Sprint (vrije stijl) 31e 10 km achtervolging 29e 30 km vrije stijl                              |
| 2005 | Oberstdorf    | 18e Sprint (klassieke stijl) 24e 10 km vrije stijl 27e 30 kilometer vrije stijl 4e 4x5 km estafette |
| 2007 | Sapporo       | 29e Sprint (klassieke stijl) · 27e 10 km vrije stijl · 4x5 km estafette                             |
| 2009 | Liberec       | 32e 10 km (klassieke stijl)                                                                         |
| 2011 | Oslo          | 40e 15 km achtervolging 7e Teamsprint (klassieke stijl) 5e 4×5 km estafette                         |
| 2015 | Falun         | 43e 10 km vrije stijl 18e 15 km skiatlon 6e 30 km klassieke stijl 6e 4×5 km estafette               |
| 2017 | Lahti         | 10e 10 km klassieke stijl 12e 30 km vrije stijl 6e Teamsprint (klassieke stijl) 6e 4×5 km estafette |

### Wereldbeker
Eindklasseringen
| Seizoen   | Algm | DI  | SP  | TdS |
| --------- | ---- | --- | --- | --- |
| 2001/2002 | 75e  | -   | 49e |     |
| 2002/2003 | 40e  | -   | 24e |     |
| 2003/2004 | 41e  | 39e | 33e |     |
| 2004/2005 | 31e  | 36e | 24e |     |
| 2005/2006 | 27e  | 27e | 28e |     |
| 2006/2007 | 25e  | 26e | 19e | 21e |
| 2007/2008 | 25e  | 25e | 21e | 23e |
| 2008/2009 | 14e  | 15e | 26e | 13e |
| 2009/2010 | 45e  | 32e | 33e | DNF |
| 2010/2011 | 45e  | 33e | 39e | DNF |
| 2011/2012 | 43e  | 24e | 65e | DNF |
| 2012/2013 | 80e  | 66e | -   | 28e |
| 2013/2014 | 31e  | 23e | 58e | 24e |
| 2014/2015 | 11e  | 11e | 47e | 11e |
| 2015/2016 | 21e  | 17e | 49e | 16e |
| 2016/2017 | 22e  | 20e | 71e | 13e |
| 2017/2018 | 25e  | 17e | 74e | 10e |